# Jiří Jurok
Jiří Jurok (8. prosince 1952 Česká Lípa) je český historik a muzejník, působící v Muzeu Novojičínska.

## Život
Po studiích na gymnáziích v Nymburce a Příboře v letech 1968-1972. Poté studoval mezi lety 1972-1977 historii a archivnictví na Filozofické fakultě Univerzity Karlovy v Praze. Roku 1980 obdržel titul PhDr. Roku 1994 obhájil na Katedře hospodářských a sociálních dějin Filozofické fakulty Univerzity Karlovy kandidátskou dizertační práci. Od roku 1977 pracuje v Muzeu Novojičínska. V letech 1990–2006 byl členem městského zastupitelstva a městské rady města Příbora. V letech 1993 a 1997–2004 externě vyučoval na Katedře historie Filozofické fakulty Ostravské univerzity.
Má dceru Mgr. Štěpánku Jurokovou (1994), která působila jako anglická blogerka v oblasti cestovního ruchu a nyní pracuje jako manažerka v managementu v sociálním a zdravotním sektoru.

## Odborná práce
Jurok se zabývá především dějinami regionálními, dějinami šlechty a měst a husitstvím a komeniologií. Jako pracovník muzejní kurátor se podílel na tvorbě muzejních expozic a výstav. Do okruhu jeho aktivit patří kromě redakční činnosti ve Vlastivědném sborníku Novojičínska a v Příborském čtvrtletníku i působení ve funkci okresního metodika pro vedení kronik, jednatele Vlastivědného klubu v Příboře (1981–1992) a předsedy Společnosti Sigmunda Freuda (1990–1993). Jurok je zároveň od roku 1991 členem Sdružení historiků České republiky a od roku 1998 se pravidelně účastní také jednání Komise regionální historie při Asociaci muzeí a galerií České republiky.